# Foqra Oulad Aameur
Foqra Oulad Aameur (franska: Foqra Oulad Aameur (CR), Foqra Oulad Aameur (Commune Rurale), arabiska: الدروة) är en kommun i Marocko.   Den ligger i provinsen Berrechid och regionen Casablanca-Settat, 120 km sydväst om huvudstaden Rabat. Antalet invånare är 6 024.